# Trachyderes maxillosus
Trachyderes maxillosus är en skalbaggsart som först beskrevs av Dupont 1834.  Trachyderes maxillosus ingår i släktet Trachyderes och familjen långhorningar.
Artens utbredningsområde är Martinique. Inga underarter finns listade i Catalogue of Life.